# International Working Test 1996
International Working Test 1996 (IWT 1996) se mělo konat 27. a 28. července 1996 v Dánsku, ale bylo zrušeno. Pořadatelem soutěže měl být Dansk Retriever Klub (DRK).
Soutěž měla proběhnout v safari parku Knuthenborg poblíž města Maribo na ostrově Lolland.